# 1383

## Починали
- 5 юни – Дмитрий III, велик княз на Владимирско-Суздалското княжество
- 15 юни – Йоан VI Кантакузин, византийски император
- 22 октомври – Фернанду, крал на Португалия